# Proto-baskijski jezik
Proto-baskijski (poznat na baskijskom kao aitzineuskara) je rekonstruirani prethodnik baskijskog jezika, prije rimskih osvajanja u zapadnim Pirinejima.

## Pozadina
Prvi jezikoslovac koji je pristupio znanstveno na pitanje o povijesnim promjenama koje je prošao baskijski jezik   kroz stoljeća bio je Koldo Mitxelena. Njegov rad na proto-baskijskom bio je usmjeren uglavnom na razdoblje od 5. stoljeća prije Krista do 1. stoljeća nove ere, u razdoblju neposredno prije i nakon prvog kontakta s Rimljanima.
Glavna metoda koju je koristio bila je unutarnja rekonstrukcija jer baskijski nije ima - i još uvijek nema - poznatih srodnika, što je činolo komparativne metode neupotrebljivimja. Uspoređivao je varijante iste riječi u modernim dijalektima, kao i promjena koje su prošle latinske posuđenice, naslijeđenih oblika, zajedno s pravilima za povijesne promjene zvuka.
Revolucionarno djelo Kolda Mitxelene, koje je kulminiralo objavljivanjem njegove knjige Fonética Historica vasca je uglavnom provedena prije otkrića akvitanskih natpisa, koji je u potpunosti podupro te Mitxelenine predložene proto-baskijske oblike.
Od tada, niz drugih istaknutih jezikoslovaca kao što su Larry Trask, Alfonso Irigoien, Henri Gavel i nedavno Joseba Lakarra, Joaquín Gorrotxategi i Ricardo Gómez su napravili daljnje doprinose na tom polju. Neki od njih, primjerice Lakarra, usredotočili su svoju pozornost na još starije slojeve jezika ( Pre-Proto- baskijski ) koji je prethodio keltskoj invaziju na Iberski polutok.

## Vokabular
Proučavajući ponašanje ponašanje latinskih i ranih romanskih tuđica u baskijskom, Koldo Mitxelena otkrio da se proto-baskijsko * n izgubilo između samoglasnika, a na sličan način je nestalo i proto-baskijski imao * m. Obe su relativno neobične promjene, iako je  / n / također izbrisan između vokala u povijesti obližnjeg portugalskog jezika.
| Proto-baskijski | Euskara batua | hrvatski            |
| --------------- | ------------- | ------------------- |
| *ardano         | ardo          | vino                |
| *arrani         | arrain        | riba                |
| *bene           | mehe          | tanak, mršav        |
| *bini           | mihi          | jezik               |
| *egu-gaitz      | ekaitz        | oluja               |
| *eLana ~ *eNala | elai ~ enara  | Lastavica pokućarka |
| *gaztana        | gazta         | sir                 |
| *organa         | orga          | kola. kolica        |
| *sen-be         | seme          | sin                 |
| *seni           | sehi          | sluga               |
| *suni           | suhi          | zet                 |
| *un-be          | ume           | dijete, beba        |
| *zani           | zain          | čuvar,straža        |
| *zini           | zii, zi       | žir                 |

Jedna od zagonetki   baskijskog jezika je velik broj riječi koje počinju sa samoglasnicima, gdje su početni i drugi samoglasnik isti. Joseba Lakarra predlaže da je u pred-proto-baskijskom bila ekstenzivno ponavljanje, te da su kasnije neki početni suglasnici izbrisani, ostavljajući VCV uzorak u proto-baskijskom:
| Pred-Proto-baskijski | Proto-baskijski | Euskara batua | hrvatski              |
| -------------------- | --------------- | ------------- | --------------------- |
| *dar → *da-dar       | *adaR           | adar          | rog (anatomija)       |
| *dats → *da-dats     | *adats          | adats         | duga kosa             |
| *der → *de-der       | *edeR           | eder          | lijep, lijepa, lijepo |
| *dol → *do-dol       | *odoL           | odol          | krv                   |
| *gor → *go-gor       | *gogoR          | gogor         | tvrd                  |
| *nal → *na-nal       | *anaL           | ahal          | moći                  |
| *nan → *na-nan       | *anan-tz        | ahantz-       | zaboraviti            |
| *nin → *ni-nin       | *inin-tz        | ihintz        | rosa                  |
| *nol → *no-nol       | *onoL           | ohol          | daska                 |
| *nur → *nu-nur       | *unuR           | hur           | lješnjak              |
| *zal → *za-zal       | *azal           | azal          | kora (biljke)         |
| *zen → *ze-zen       | *zezen          | zezen         | bik                   |